# Uroporphyrinogen-Decarboxylase
Uroporphyrinogencarboxylase (UROD) ist der Name des Enzyms, das die Entfernung von vier Carboxygruppen vom Uroporphyrinogen III bewerkstelligt; dieser Reaktionsschritt ist wichtig für die Biosynthese von Porphyrin im Stoffwechsel aller Lebewesen. Porphyrin ist beim Menschen der Ausgangsstoff für Häm, Vitamin B12 und andere Kofaktoren, in Pflanzen für das Chlorophyll und auch im Bakterienstoffwechsel spielt es eine Rolle. Ein Mangel oder eine Veränderung des UROD-Enzyms an bestimmten Stellen kann beim Menschen zu einer Stoffwechselerkrankung, der Porphyria cutanea tarda führen. Ursache des Mangels ist immer eine Mutation des UROD-Gens.

## Biosynthese
Das UROD-Gen liegt beim Menschen auf Chromosom 1 und seine 10 Exons erstrecken sich über 3.430 Basenpaare. Das Transkript ist 1.300 Basen lang und ergibt nach der Translation und posttranslationaler Modifikation schließlich das UROD-Enzym mit 367 Aminosäuren.

## Katalysierte Reaktion
{\displaystyle \longrightarrow }  + 4 CO2
Uroporphyrinogen III wird viermal decarboxyliert, zu Coproporphyrinogen III. Bemerkenswert ist, dass die Reaktion keinerlei Kofaktoren benötigt.